# 每日一星 (中視)
《每日一星》是中國電視公司在1969年10月推出的綜藝節目，中視節目部製作，中視簽約藝人參與演出，製作人包括杜弘毅（曾任中視節目部副理）和詹小屏（香港無綫電視節目主持人），導播為王中強。是台灣電視史上第一個彩色電視綜藝節目，每天介紹一位歌星或影星，每週一至週六播放，每集節目時長10-20分鐘（前期為20分鐘，後期則改為10分鐘）。

## 歷史
1969年10月12日19點45分，中視播映《每日一星》宣傳片，由歌星劉家昌現場演唱。之後《每日一星》預定播出時間為每星期一至六20點10分至20點30分，每天的主持人不同，一位歌星主持，邀請其他歌星參加演唱。第一周的主持人已分別排定為紫薇、劉家昌、彭榮煌、鄧麗君、詹小屏等。《每日一星》每天分別演唱國語歌曲、閩南語歌曲及西洋歌曲，每星期六邀請外籍特別來賓演唱，預定每月推出一支英語新歌。。
中視開播之前，《每日一星》在杜弘毅的策劃之下，已經先錄製了一部分歌唱錄影，負責伴奏的是1970年4月成立的中視大樂隊的幾個成員；當時林家慶邀集了幾位曾經一起在台北美軍招待所及各大夜總會表演的職業樂師，組成一個不到10人的小型樂隊；這些成員都是當時各大夜總會樂隊的領班級人物，而他們與林家慶交情不壞，毅然放下當時各自享有的優渥待遇，跟林家慶出來「冒險」。
1969年12月24日，《每日一星》六位主持人紫薇、劉家昌、左豔蓉、郭金發、鄧麗君、李健美同時在本集節目中出現，演唱耶誕節歌曲。1970年1月4日，《每日一星》六位主持人从本日起，携手在中視每星期日13點15分至14點15分播出的新节目《银河星光》中演出。1970年6月30日，《每日一星》本星期的內容已經排定，從本日（星期二）至星斯六的歌星有陳淑芬、憶如、鄧麗君、李雅芳、顧媚、左豔蓉等。
到了1971年6月12日，節目新增新的內容，每周舉辦一次「我喜愛的歌曲選舉」，由觀眾票選出當周最喜愛的歌曲，在每周六的節目中播出。同時也推出新的節目形式：星期一由電星樂隊主持演唱西洋歌曲，星期二播放外景影片，歌聲與景色相輔相成，星期三演出國語歌舞劇，星期四則是古裝歌舞劇，星期五則邀請時下最受歡迎的名歌星在節目中演唱最風行的歌曲。
到了1971年7月30日，《每日一星》節目風格再度改變，開始播放國語連續歌劇「花燈緣」。節目在每星期一至星期五的19:10到19:30，播演連續性的新型諧趣歌劇。每天播演一集，共二十五集。劇中所有的主題曲與插曲，都是以新評調演唱，演員陣容包括葛香亭、王萊、蔣光超、李芷麟、陳慧美、凌音、雷鳴、朱磊、陳慧樓、賈魯石等，歌星李黛華、張鳳鳳等。由楊秉忠作曲並兼音樂指導，王中強、王世綱聯合導播。
再至1971年11月15日起《每日一星》恢復原先播出方式，每天邀請一位歌星演唱。回歸名副其實的每日一星，播出時間為19:15至19:25。

## 曾參加的藝人
- 劉家昌
- 鳳飛飛
- 尤雅
- 甄妮
- 鄧麗君
- 李雅芳

- 陳彼得

- 郭金發

- 何玉梅

- 張美雲

- 胡癒生

- 九條瑪里子

- 顧媚

- 張麗文

- 袁曉陽

- 紫薇

- 彭榮煌

- 方晴

- 陸莉玲

- 黃鶯鶯

- 電星合唱團

- 張瑠瓊

- 紫茵

- 李莉英